# Inscription araméenne de Lampaka

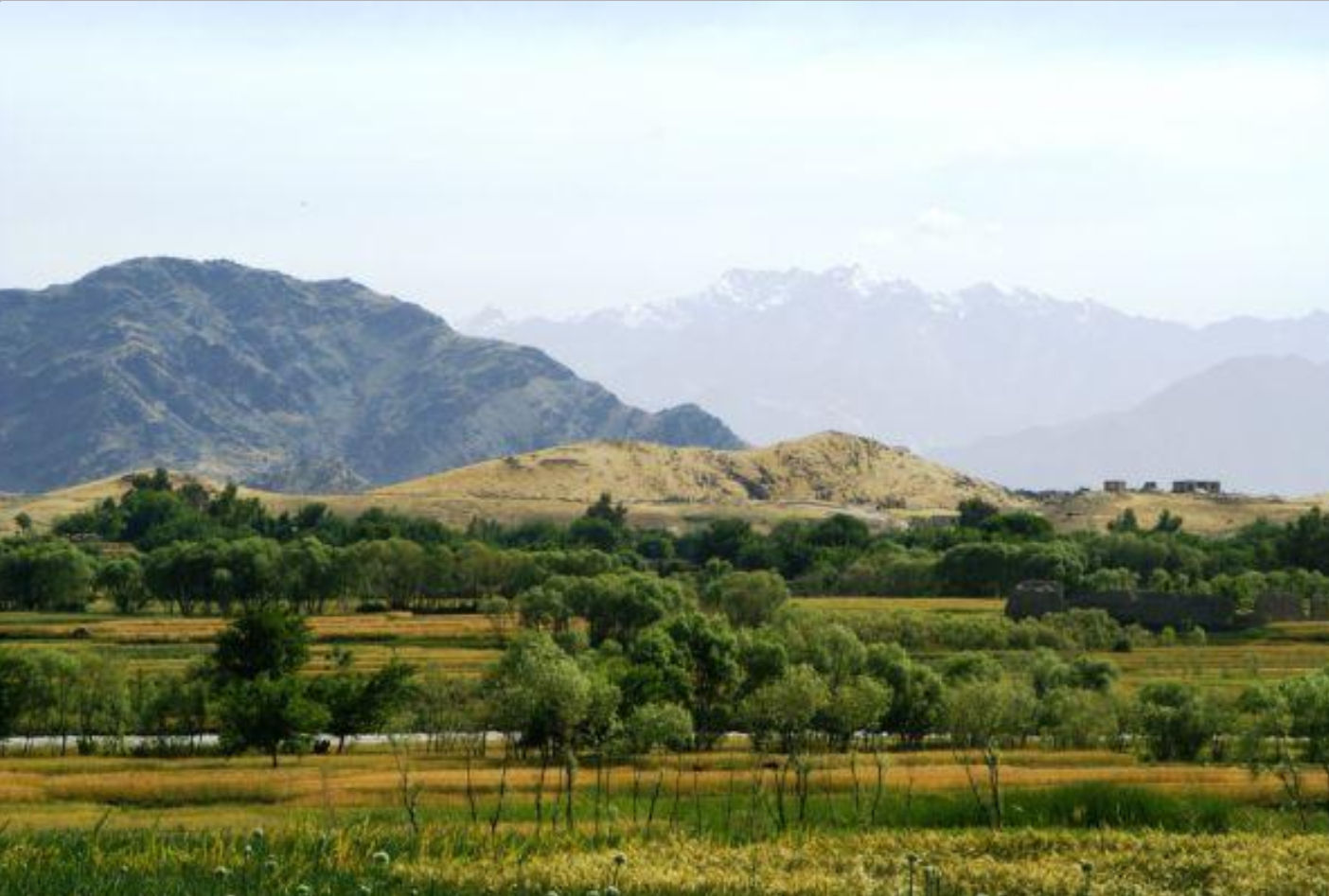
Vallée de Lampaka/Laghman.

L'inscription araméenne de Lampaka aussi appelée inscription araméenne de Pul-i-Darunteh, est une inscription sur rocher de la vallée de Laghmân ("Lampaka" étant la transcription en Sanskrit de "Laghmân"), Afghanistan, écrite en langue araméenne par l'empereur indien Ashoka aux environs de 260 av.J-C. Elle fut découverte en 1932 au lieu-dit de Pul-i-Darunteh. L'araméen ayant été la langue officielle de l'empire achéménide, disparu en 320 av.J-C avec les conquêtes d'Alexandre le Grand, il semble que cette inscription s'adressait directement aux populations de cet ancien empire encore présentes dans le nord-ouest de l'Inde, ou bien aux populations frontalières dont l'araméen restait la langue d'usage.

## Contexte
La découverte de cette inscription fait suite à celle de plusieurs autres inscriptions en araméen ou en grec (ou les deux ensembles), écrites par Asoka. Les plus célèbres sont l'inscription bilingue de Kandahar, écrite en grec et en araméen, ou les Édits grecs d'Ashoka, aussi découverts à Kandahar. Auparavant, en 1915, Sir John Marshall découvrit une inscription en araméen à Taxila. En 1956, une autre inscription fut découverte dans la vallée de Laghman à une trentaine de kilomètres, l'Inscription araméenne de Laghman.Puis en 1963 une inscription "indo-araméenne" alternant langue indienne et en langue araméenne, mais utilisant uniquement les caractères araméens, les parties araméennes traduisant les parties indiennes transcrites dans l'alphabet araméen, découverte elle aussi à Kandahar. Il s'agit de l'Inscription araméenne de Kandahar.

## Contenu de l'inscription
L'inscription est très incomplète, mais le lieu de découverte, le style de l'écriture, le vocabulaire employé, permet de relier l'inscription aux autres inscriptions d'Ashoka connues dans la région. À la lumière des autres inscriptions, on a finalement réussi à identifier que l'inscription de Lampaka consiste en une juxtaposition de phrases en langue indienne et de phrases en langue araméenne, toutes en script araméen, et ces dernières représentant des traductions des premières. Cette inscription est généralement interprétée comme une traduction d'un passage de l'édit majeur sur pilier no 5 ou no 7, bien que d'autres aient proposé de la catégoriser parmi les Edits mineurs sur rocher.